# Arigomphus maxwelli
Arigomphus maxwelli – gatunek ważki z rodziny gadziogłówkowatych (Gomphidae). Występuje na terenie Ameryki Północnej.